# Food Lion
Food Lion est une entreprise américaine du secteur de la grande distribution à prédominance alimentaire fondée en 1957 appartenant au belge de Delhaize Group. Le siège social est basé à Salisbury en Caroline du Nord et opère dans 11 États du Mid-Atlantic et du South Atlantic (Sud-Est), ainsi que les États du Tennessee, Kentucky et Virginie-Occidentale.

## Enseignes

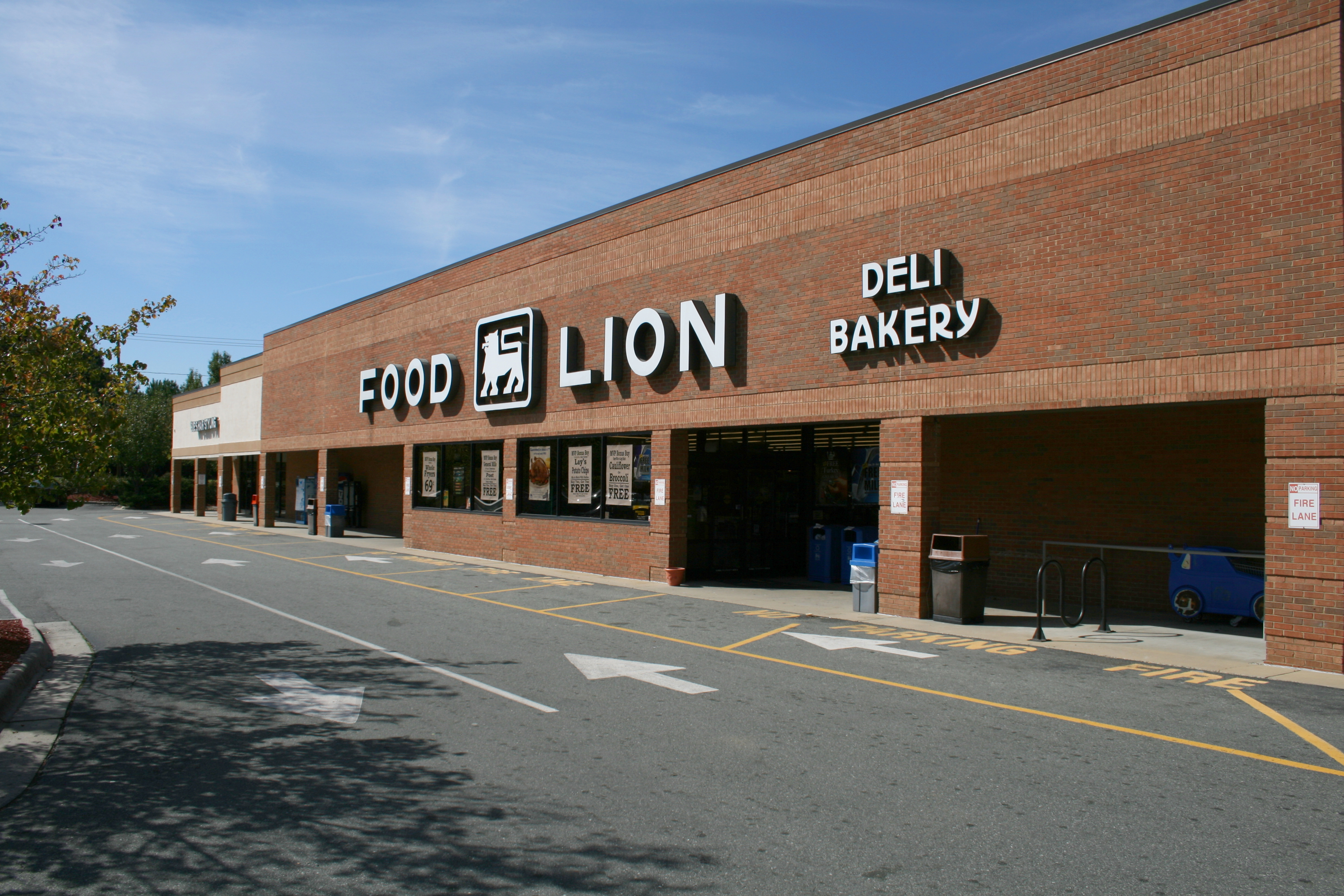
Un magasin à Durham en Caroline du Nord

- Food Lion
- Bloom
- Bottom Dollar Food
- Harveys Supermarkets
- Reid's